# Luis Felipe Sánchez Aponte

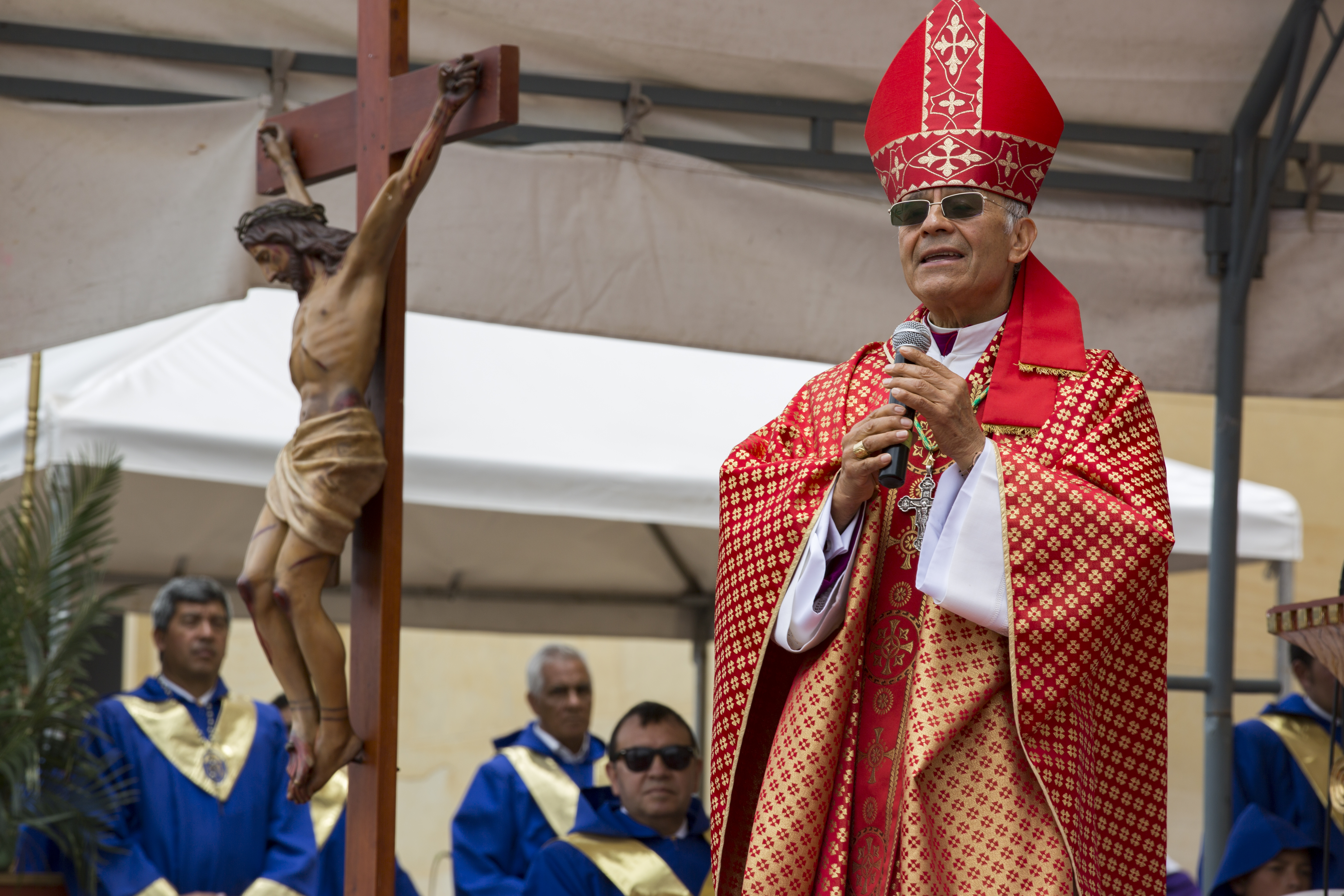
Luis Felipe Sánchez Aponte, 2017

Luis Felipe Sánchez Aponte (* 11. Mai 1947 in Samacá) ist ein kolumbianischer römisch-katholischer Geistlicher und emeritierter Bischof von Chiquinquirá.

## Leben
Luis Felipe Sánchez Aponte empfing am 28. September 1973 die Priesterweihe für das Erzbistum Tunja. Mit der Errichtung des Bistums Garagoa im April 1977 wurde er in dessen Klerus inkardiniert.
Bischof Guillermo Álvaro Ortiz Carrillo ernannte ihn zu seinem Generalvikar. Nach dessen Tod im Februar 2000 verwaltete er das vakante Bistum bis zum August desselben Jahres als Diözesanadministrator. José Vicente Huertas Vargas, Ortiz Carrillos Nachfolger als Bischof von Garagoa, ernannte ihn erneut zum Generalvikar.
Papst Johannes Paul II. ernannte ihn am 11. Februar 2004 zum Bischof von Chiquinquirá. Die Bischofsweihe spendete ihm der Apostolische Nuntius in Kolumbien, Erzbischof Beniamino Stella, am 22. April desselben Jahres; Mitkonsekratoren waren Luis Augusto Castro Quiroga IMC, Erzbischof von Tunja, und José Vicente Huertas Vargas, Bischof von Garagoa.
Am 6. Juni 2025 nahm Papst Leo XIV. sein altersbedingtes Rücktrittsgesuch an.